# Аршинский заказник
Аршинский зоологический заказник — государственный природный зоологический заказник Челябинской области.

## География
Расположен на Южном Урале в северо-западной части Кусинского района Челябинской области. Занимает площадь 17 474 га, протяжённость границы — 77,22 км. На западе граничит с Башкортостаном, на севере — с Нязепетровским районом.

#### Рельеф
Территория заказника представляет собой средневысотный и низкогорный ландшафт. Наибольшая высота — 829 метров над уровнем моря, наименьшая — 360 метров над уровнем моря. На территории заказника расположены две горы — Тураташ и Карандаш. Горные хребты имеют северо-восточное направление.

### Климат
На территории заказника умеренно континентальный климат. Формируется в основном воздействием атлантических прохладных и влажных воздушных масс, приходящих с запада, и холодных относительно сухих арктических масс, приходящих с севера. Влияние теплых континентальных воздушных масс с южной стороны значительно слабее, так как преобладают ветры северо-западных направлений.

### Растительность
Большую часть заказника занимает лесной массив площадью более 16 тыс. га. Преобладающая порода деревьев — сосна, из темнохвойных присутствуют также сибирская ель, пихта и лиственница. Из лиственных пород произрастают берёза, осина, липа, ива, рябина. На территории заказника обнаружены редкие растения башмачок настоящий и гнездовка настоящая, внесённые в Красную книгу Челябинской области.

### Животные
Видовой состав заказника разнообразен и насчитывает 53 вида наземных позвоночных животных, из них 42 вида млекопитающих, 6 — рептилий и 5 — амфибий.
Главной задачей заказника увеличение популяции лосей. Также на территории заказника обитают: волк, медведь, белка, бобр, бурундук, рысь, куница, косуля, лисица, хорь, норка. Особую ценность из занесённых в Красную книгу Челябинской области в заказнике представляют речная выдра и обыкновенная летяга.